# Fußartillerie-Regiment „General-Feldzeugmeister“ (Brandenburgisches) Nr. 3
Das Fußartillerie-Regiment „General-Feldzeugmeister“ (Brandenburgisches) Nr. 3 war von 1864 bis 1919 ein Artillerieverband der Preußischen Armee.

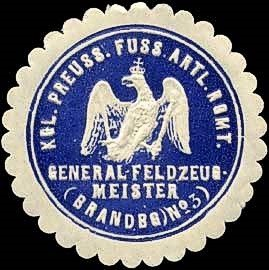
Siegelmarke des Regiments

## Geschichte
Die erste Einheit des späteren Regimentes wurde am 29. Februar 1816 gegründet. Der Name des Regimentes lautete damals noch Sächsische Artillerie-Brigade.
Durch A.K.O. vom 16. Juni 1864 wurden die Artillerie-Brigaden in je ein Feldartillerie- und Festungsartillerie-Regiment geteilt. Der 16. Juni 1864 ist der Stiftungstag des Regimentes, das gemäß der A.K.O. die Bezeichnung „Brandenburgisches Festungsartillerie-Regiment Nr. 3“ erhielt. Feld- und Festungsartillerie-Regiment Nr. 3 „teilten“ sich die am 26. Mai 1816 verliehene Fahne.
Die Verleihung des Namenszusatzes „General-Feldzeugmeister“ geschah am 7. Dezember 1864:
 „Ich habe, um das Andenken der ruhmvollen Dienste zu ehren, welche die Artillerie in dem diesjährigen Feldzuge geleistet hat, an dem heutigen Tage, an welchem ich eine Abteilung derselben unter den vom Kriegsschauplatz zurückgekehrten, siegreichen Truppenteilen hier in meine Haupt- und Residenzstadt einrücken ließ, folgendes bestimmt:
Der General-Feldzeugmeister Prinz Carl von Preußen, Königliche Hoheit, erhält die Auszeichnung, daß den beiden Regimentern der 3. Artillerie-Brigade der Beiname "General-Feldzeugmeister" verliehen wird, wonach das Brandenburgische Feldartillerie-Regiment Nr. 3 die Benennung: Brandenburgisches Feldartillerie-Regiment Nr. 3 (General-Feldzeugmeister) und das Brandenburgische Festungsartillerie-Regiment Nr. 3 die Bennung: Brandenburgisches Festungsartillerie-Regiment Nr. 3 (General-Feldzeugmeister) erhalten. Berlin, den 7. Dezember 1864. Wilhelm.“
Die Bezeichnung „General-Feldzeugmeister“ stammt aus der Zeit der Landsknechte. Unter „Zeug“ bzw. „Feldzeug“ verstand man seinerzeit die Artillerie und alles, was damit zusammenhing. Artilleristen wurden damals weniger als Soldaten, denn als Handwerker angesehen. So hatten sie auch keine Offiziere, sondern Meister als Vorgesetzte. Der Begriff „Feldzeugmeister“ als Oberster Inspekteur und später Befehlshaber der Artillerie bürgerte sich speziell in der preußischen Armee ein. Ab 1854 wurden in Preußen Generaloberste mit dem Rang eines Generalfeldmarschalls bei der Artillerie Generalfeldzeugmeister genannt.

### 1816
Das Regiment geht aus der 3. Artillerie-Brigade hervor. Diese wurde durch A.K.O. vom 29. Februar 1816 als Sächsische Artillerie-Brigade errichtet und erhielt bereits ab dem 21. April die Benennung: 3. Artillerie-Brigade.
Die 1. Kompanie wurde 1816 gebildet aus Einheiten
- der beiden Parkkolonnen
- der 6-Pfünder Fuß-Batterie Nr. 18
- der 11. provisorischen Kompanie.

Alle diese Einheiten hatten sich, trotz zum Teil gravierender Mängel in Ausbildung und Material, in den Befreiungskriegen 1813 und 1815 hervorragend bewährt. In den Berichten des kommandierenden Generals von Tauentzien sind mehrfach lobend die Namen von Offizieren und Mannschaften aus diesen Einheiten genannt.
Die 2. Kompanie wurde als 11. Fuß-Kompanie aus der 2. Stamm-Kompanie der Schlesischen Artillerie-Brigade gebildet. 1815 wurde sie nach Torgau verlegt und der 3. Artillerie-Brigade zugeführt.
Die 3. Kompanie wurde als 9. Fuß-Kompanie aus der 7-Pfünder-Haubitz-Batterie Nr. 5 gebildet. Mangelhaft ausgebildet und schlecht ausgerüstet wurde sie 1815 in Glatz mobilgemacht und im Juni 1815 zu ihrem Korps kommandiert. Sie verlegte in die Gegend von Köthen und verblieb hier bis zu ihrer Demobilmachung im Mai 1816.
Die 4. Kompanie ging als 12. Fuß-Kompanie aus der 15. provisorischen Kompanie der Schlesischen Artillerie-Brigade hervor.

### 1819
Es zeigt sich, dass eine gleichzeitige Ausbildung der Fußkompanien als Feld- und Festungsartillerie nicht möglich ist. Deshalb wird ab 1819 von jeder Abteilung eine Fuß-Kompanie zur besonderen Ausbildung im Festungsdienst bestimmt. Die letzten drei Kompanien sollten dabei so rollieren, dass jede jeweils ein Jahr als Festungskompanie und zwei Jahre als Feldkompanie ausgebildet wird. Die jeweilige Festungskompanie gab dazu dann ihre Bespannung an die 12-Pfünder-Kompanie ab.
Ab September 1819 änderte sich die Nummerierung der Kompanien. Zur I. Abteilung gehörten die Kompanien 1 bis 4, zur II. Abteilung die Kompanien 5 bis 8 und zur III. Abteilung die Kompanien 9 bis 12.

### 1831
Im Juli 1831 gaben sämtliche Brigaden Mannschaften zur Neubildung von fünf Festung-Reserve-Artillerie-Kompanien ab. Davon waren je zwei für die Garnisonen Mainz und Luxemburg und eine für die Festung Saarlouis bestimmt. Aus der 2. Mainzer Festung-Reserve-Artillerie-Kompanie ging die fünfte Kompanie des FuAR Nr. 3 hervor.
Im November wurden die Mannschaftsstärken der Kompanien auf 15 Unteroffiziere, 21 Bombardiere, 2 Hornisten und 77 Kanoniere erhöht.

### Deutsch-Dänischen Krieg 1848
Am Deutsch-Dänischen Krieg 1848 nahm vom Regiment lediglich die 3. Kompanie teil. Unter Führung von Hauptmann Decker als 6-Pfünder-Batterie Nr. 11 beteiligte sie sich an folgenden Gefechten:
- Schlacht bei Schleswig am 23. April
- Gefecht bei Apenrade am 28. April
- Gefecht bei Fredericia am 6. und 8. Mai
- Schlacht bei Düppel am 5. Juni
- Gefecht bei Alnoer am 14. Juni

### Feldzug in Baden 1849
Der 2. Division des I. Korps (linkes Rhein-Ufer) war die 6-Pfünder Fuß-Batterie Nr. 11 unter Hauptmann Decker zugeteilt. Vier Divisionen waren am 12. Juni in der Linie Kreuznach-Neunkirchen aufgestellt. Die Aufständischen waren in der Gegend um Kaiserslautern versammelt. Die Batterie nahm im Verlauf des Feldzuges an folgenden Gefechten teil:
- Gefecht bei Homburg am 13. Juni
- Beschießung eines Eisenbahnzuges bei Stettfeld am 21. Juni
- Gefecht bei Bischweier und Kuppenheim am 29. Juni
- Gefecht bei Kuppenheim am 30. Juni

### 1850
Durch A.K.O. vom 19. März 1850 erhielten die Artillerie-Brigaden die Benennung „Artillerie-Regiment“.

### 1851
Durch A.K.O. vom 27. März wird bestimmt, dass von jedem Feldartillerie-Regiment eine 6-Pfündige Batterie in eine Festungs-Kompanie umgewandelt werden muss. Dadurch wird die Kriegsstärke der Feldartillerie-Regimenter von fünf auf vier 6-Pfünder-Batterien reduziert.
Der 20. November ist der Gründungstag des I. Bataillons.

### 1860
Der 31. Juli ist der Gründungstag des II. Bataillons.

### 1861
Die Fahne des Regimentes wird zu der Krönung König Wilhelms I. am 18. Oktober 1861 nach Königsberg in Preußen befohlen.

### Krieg gegen Dänemark 1864
Am Krieg gegen Dänemark nahm die 3. Festungs-Kompanie der Brandenburgischen Artillerie-Brigade teil. Sie erhielt am 3. März den Mobilmachungsbefehl und verließ am 7. März Torgau unter dem Kommando von Hauptmann Schäffer. In Magdeburg empfing sie am 8. März zwölf 25-pfündige Mörser nebst Bomben und Brandbomben und traf am 11. März am Kriegsschauplatz ein.
Beim Sturm auf die Düppeler Schanzen am 18. April hielt die 3. Kompanie die Batterien 5, 9, 18 und 19 besetzt. Als Ziele hatte
- die 5. Batterie: Schiffe, die eventuell im Wenningbund einlaufen sollten (die Batterie kam nicht zum Schuss)
- die 9. Batterie: die Schanzen IV und V
- die 18. Batterie: die Schanzen II und III und das Gelände zwischen ihnen bis auf ca. 300 m dahinter
- die 19. Batterie: das Retranchement, das in südöstlicher Richtung von Schanze IV zum Strand hin zog und das Gelände zwischen Schanze III und IV bis auf ca. 300 m dahinter.

Artilleristen der 3. Kompanie folgten den stürmenden Infanteristen nach und gaben mit vier aufgefundenen funktionsfähigen dänischen Geschützen einige Schüsse auf das Panzerschiff Rolf Krake ab. Am 21. April paradierten auch Einheiten des Regimentes im Sturmanzug vor König Wilhelm I.
Die 3. Kompanie nahm ebenfalls an der Belagerung von Alsen teil. Sie besetzte dazu die Batterien 27 und 31. Batterie 27 beschoss im Verlauf der Belagerung am 26. und 27. Juni dänische Batterien vor Alsen.
Nach dem Frieden von Wien wurde am 12. November der Rückmarsch befohlen und am 2. Dezember wurde die 3. Kompanie in Torgau demobilisiert.
Sie wurde mit drei Rote Adler-Orden IV. Klasse mit Schwertern, einem Militär-Ehrenzeichen I. Klasse, zwölf Militär-Ehrenzeichen II. Klasse, einer Österreichischen Tapferkeitsmedaille der I. und II. Klasse ausgezeichnet.

### 1865
Durch A.K.O. vom 30. März wird der Regimentsstab nach Mainz und die I. Abteilung nach Luxemburg verlegt. Im Juli verlegt die 8. Kompanie nach Mainz und ab dem 11. November ist das ganze Regiment in Mainz vereinigt.

### Deutscher Krieg 1866
Noch vor Beginn des Deutschen Krieges bekam das Regiment am 14. Mai 1866 die Order aus der 4., 5. und 6. Kompanie jeweils die 12., 13. und 14. Kriegskompanie zu formieren. Auf Bundesbeschluss mussten preußische und österreichische Truppen die gemeinsamen Bundesfestungen verlassen. Deshalb verließen der Regimentsstab und die II. Abteilung Mainz und verlegten nach Koblenz. Sie bildeten ab dem 13. Juni einen Teil der Festungsbesatzung. Dabei besetzte
- die 5. Kompanie den Ehrenbreitstein
- die 7. Kompanie die Feste Alexander
- die 7. und die 14. Kompanie zusammen das Fort Konstantin
- die 8. Kompanie die Pfaffendorfer Höhe
- die 8. und die 13. Kompanie den Ehrenbreitstein
- die 6. Kompanie mit glatten 12-Pfündern eine Ausfallbatterie

Lediglich die 6. Kompanie gab 7 Schuss im Verlauf des Krieges in der Nähe des Dorfes Zorn ab.
Am 15. September wurden die 13. und 14. Kriegskompanie in Mainz aufgelöst, die 12. war bereits am 11. September in Saarlouis aufgelöst worden.

### Deutsch-Französischer Krieg 1870/71

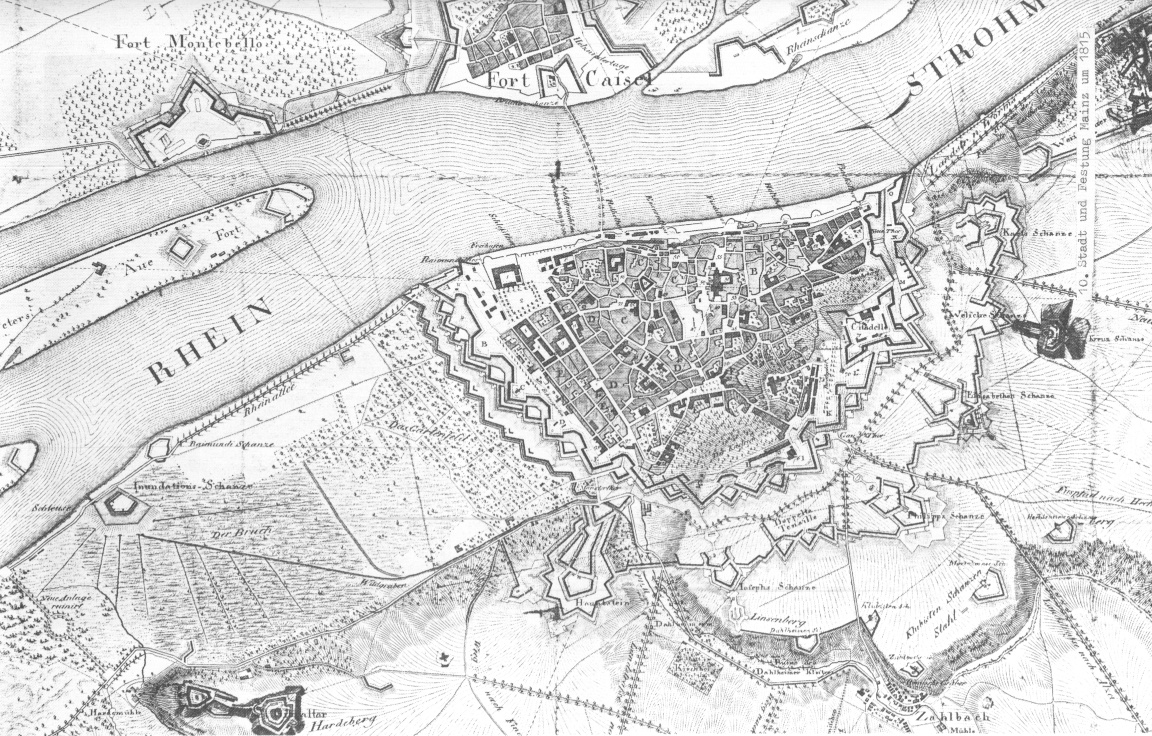
Topographisch-militärischer Plan der Stadt und Festung Mainz von 1815. Stich von Johann Conrad Felsing, Herausgeber Dr. B. Hundeshagen

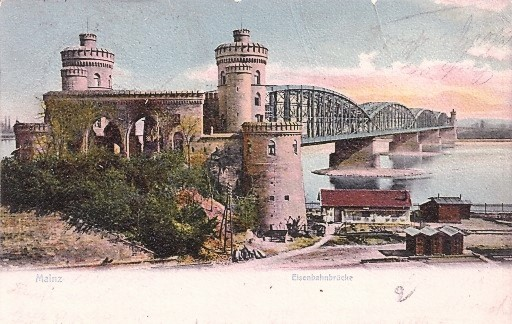
Eisenbahnbrückenpfeiler Südbrücke

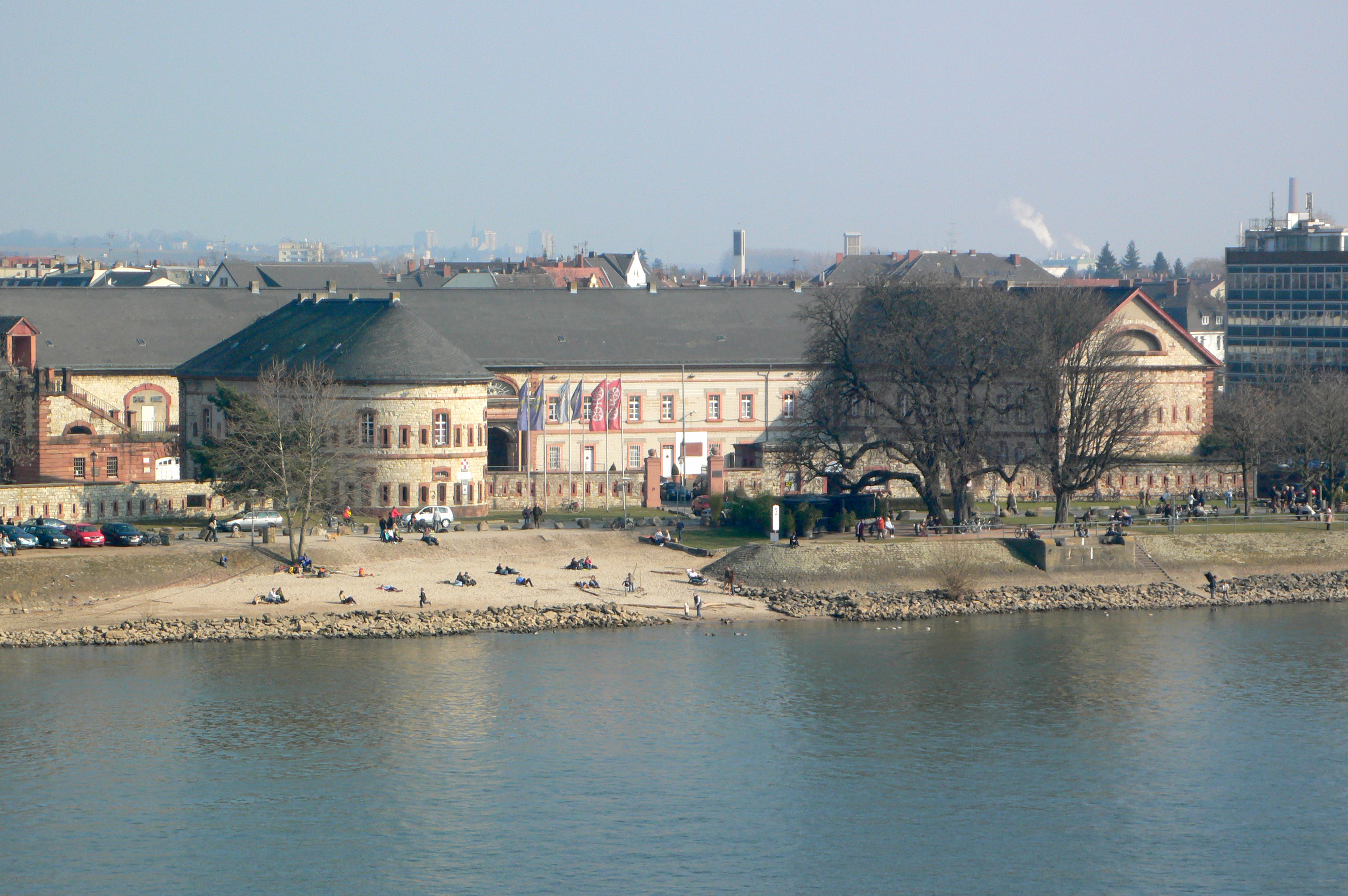
Reduit-Kastel

Die Kriegserklärung erreichte das Regiment während einer Schießübung auf dem Großen Sand bei Mainz. Sofort ging man gemäß den erhaltenen Ordern daran, die Festung zu armieren und kriegstüchtig zu machen. Zum Kommandeur der Artillerie-Kriegsbesatzung der Festung wurde Oberst Bartsch ernannt.
Die Kompanien befestigten und besetzten folgende Festungswerke:
- 1. Kompanie: Rheinkehlbefestigungen, Bastione Nikolaus, Katharina, Albani
- 2. Kompanie: Bastione Johann bis Georg
- 3. Kompanie: Fort Weisenau und Eisenbahnbrückenpfeiler
- 4. Kompanie: Forts Mariaborn, Zahlbach, Stahlberg, Bretzenheimer Turm
- 5. Kompanie: Forts Hauptstein und Judensand
- 6. Kompanie: Fort Gonsenheim
- 7. Kompanie: Hauptwall von Kastel und Reduitkaserne
- 8. Kompanie: Forts Alte und Neue Mainspitze
- 9. Kompanie: Zitadelle, Kontregarde Drusus, Raveline Drusus-Albani und Drusus-Johann, Anschlusskasematten Albani und Johann
- 10. Kompanie: Bastione Paul bis Raimundi, Blockhaus und Tambour vor dem Raimunditor und Inundationsschanze
- 11. Kompanie: Forts Karthaus, Karl, Welsch, Heiligkreuz und Hechtsheim
- 12. Kompanie: Dalheimer Schanze, Forts Joseph, Philipp und Elisabeth
- 13. Kompanie: Fort Bingen
- 14. Kompanie: Fort Hartenberg, Fort Hartmühl, Inundationsretranchement
- 15. Kompanie: Lünetten Wiesbaden, Erbenheim, Hochheim, Frankfurt, Anschluss an Blockhaus an der Mainachse und die drei Rheinschanzen
- 16. Kompanie: Fort Großherzog von Hessen und Turm auf der Petersaue

Am 26. August wurden der Stab der II. Abteilung sowie die 4. und 6. Kompanie telegrafisch mobilgemacht. Sie verlegten nach Marsal, übernahmen dort das Geschützmaterial und rückten dann als Belagerungs-Artillerie nach Toul vor.
Die 4. und 6. Kompanie nahmen an der Belagerung und Eroberung von Toul teil. Ebenso waren die Einheiten bei der (letztlich erfolglosen) Beschießung von Verdun dabei. Durch die starke französische Artillerie in Verdun erlitten die Batterien des Regimentes hier erhebliche Verluste. Anschließend wurden die Batterien zur Belagerung und Beschießung von Mézières abkommandiert. Diese Festung sperrte die Eisenbahnlinie Diedenhofen-Reims. Die Festung Mézières ergab sich am 1. Januar und die siegreichen Batterien zogen am 2. Januar in die zerstörte Stadt ein.
Hier blieben sie bis zum 9. Januar und sollten am 10. Januar zur Belagerung von Péronne abrücken, als telegrafisch die Nachricht beim Regiment eintraf, dass Péronne bereits kapituliert hätte und die beiden Batterien samt Stab zur Belagerung von Paris abkommandiert seien. Die berühmte Batterie Nr. 1 „Saint-Cloud“ im Süden der Belagerungsfront vor Paris wurde von Einheiten der 3. Brandenburger unter großen Verlusten gehalten. Die besondere Bedeutung dieser Batterie wird deutlich, als Kaiser Wilhelm I. am 28. Januar die Batterie besuchte und seiner Anerkennung für die Artilleristen dadurch Ausdruck verleiht, dass er den ersten Blick auf das besiegte Paris von der Brustwehr der Batterie 1 „Saint-Cloud“ warf. Am Tag zuvor wurde die Batterie bereits von seinem Sohn, dem Kronprinzen Friedrich Wilhelm, besucht. Am 29. Januar besuchte der Kronprinz die Batterie Nr. 1 ein zweitesmal und verlieh der Kompanie sechs Eiserne Kreuze direkt, unter Umgehung des Instanzenweges.
Nach dem Sieg über Frankreich wurde ein Teil des FuAR Nr. 3 als Okkupationsarmee in Mézières und Verdun eingesetzt. Die letzten Artilleristen trafen am 19. September 1873 in ihrer Garnison in Mainz ein und wurden am 20. September demobil.

### 1873
Das Offizierskorps wird nun ebenfalls nach Feld- und Fußartillerie getrennt. Es werden nun eigene Fußartillerie-Inspektionen und Fußartillerie-Brigaden gebildet. Gemeinsam bleibt die General-Inspektion der Artillerie. Das Regiment wird mit den Regimentern 4 und 7 der 3. Fußartillerie-Brigade (in Mainz) und diese der 2. Fußartillerie-Inspektion (ebenfalls in Mainz) unterstellt.

### 1881
Das Regiment gibt die 5. Kompanie mit 114 Soldaten zur Bildung der 3. Kompanie des FuAR Nr. 11 (Thorn) und 1893 die 4. Kompanie mit 65 Soldaten zur Bildung der 1. Kompanie des FuAR Nr. 15 (ebenfalls Thorn) ab. Die beiden Kompanien werden durch Abgaben der übrigen sieben Kompanien wieder im Regiment neu gebildet.

### 1883
Am 23. Januar starb der Regimentschef Prinz Carl von Preußen. Er vermachte dem Regiment die Summe von 6000 Mark. Dieser Betrag wurde verwandt um zwei Hilfsfonds für Offiziere und Unteroffiziere des Regiments zu stiften.

### 1887
Die General-Inspektion der Fußartillerie wird gebildet. Die bisherigen Inspektionen werden aufgelöst.

### 1888
Das Regiment scheidet aus dem Bereich des III. Armee-Korps aus und tritt zum XI. Armee-Korps über.

### 1889
Durch A.K.O. erhält das Regiment den Namen, den es bis zu seiner Auflösung tragen wird: Fußartillerie-Regiment „General-Feldzeugmeister“ (Brandenburgisches) Nr. 3.

### 1898
Die 5. Kompanie erzielt beim Schießen um den Kaiserpreis das beste Ergebnis der gesamten Fußartillerie. Sie erhält das durch A.K.O. vom 27. Januar 1885 eingeführte Kaiserabzeichen sowie den Kaiserpreis, eine Büste Wilhelms II. und einen silbernen Ehrenschild.

### 1899
Das Regiment scheidet aus dem Bereich des XI. Armee-Korps aus und tritt zum XVIII. Armee-Korps über.

### 1900
Am 27. Januar, dem Geburtstag von Kaiser Wilhelm II., wurde dem Regiment eine neue Fahne verliehen. Die alte Fahne von 1816 war so zerschlissen, dass sie kaum noch als Fahne zu erkennen war. Feld- und Fußartillerie-Regiment Nr. 3 hatten sich bis zum 27. Januar die alte Fahne "geteilt". Nun erhielt jedes Regiment eine eigene neue Fahne. Die Ehrungen blieben beiden Fahnen erhalten. Für die Regimentsfahne waren dies: Das Band der Kriegsdenkmünze 1816, je ein halbes Band der Kriegsdenkmünze 1864 mit Schwertern des Düppeler Sturmkreuzes und des Alsenkreuzes, das Band des Erinnerungskreuzes 1866 mit Schwertern, 1871 das Eiserne Kreuz in der Fahnenspitze, 1889 das Band des Militär-Ehrenzeichens mit Schwertern.

### Boxeraufstand 1900

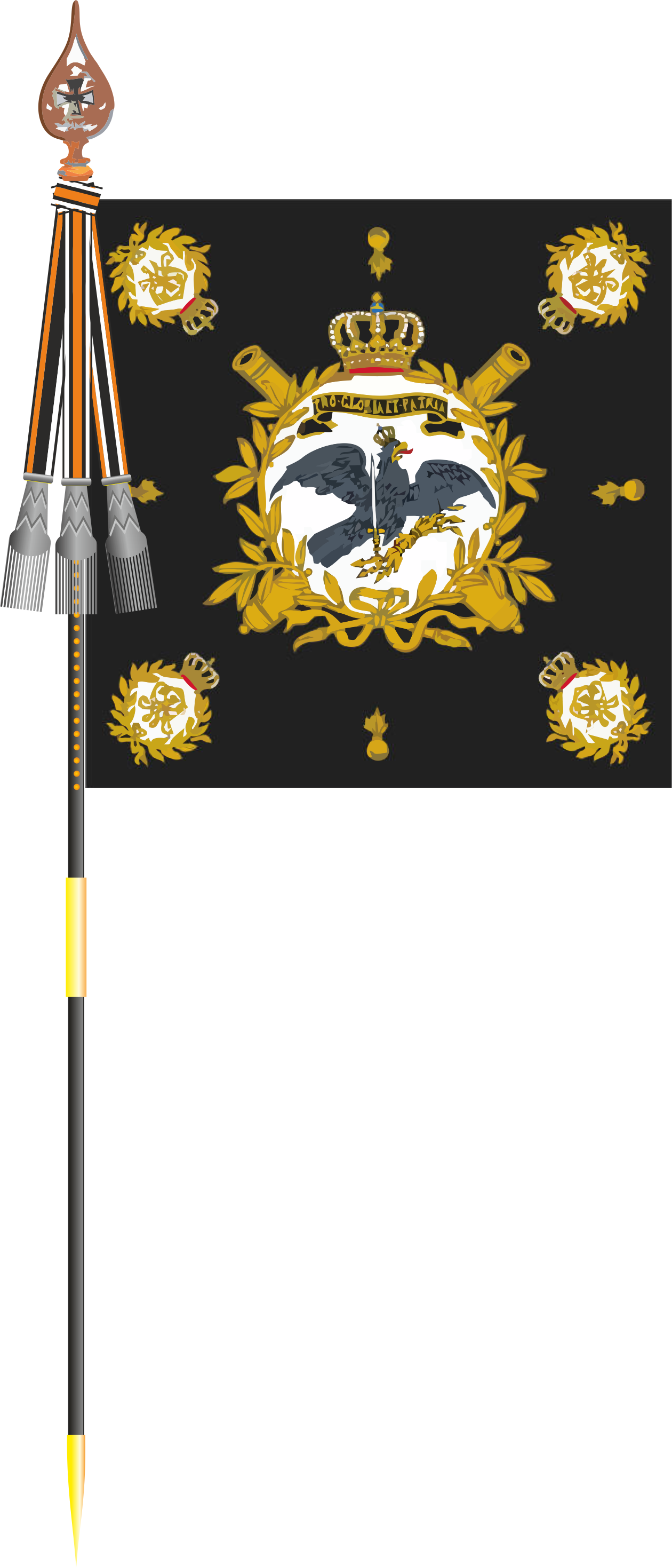
Fahne des Fußartillerieregimentes „General-Feldzeugmeister“ (Brandenburgisches) Nr. 3 nach 1871 mit Eisernen Kreuz in der Fahnenspitze und den verliehenen Fahnenbändern

Mainz, Neutorstraße 1908; links die Neutorkaserne, die die Artilleristen beherbergte

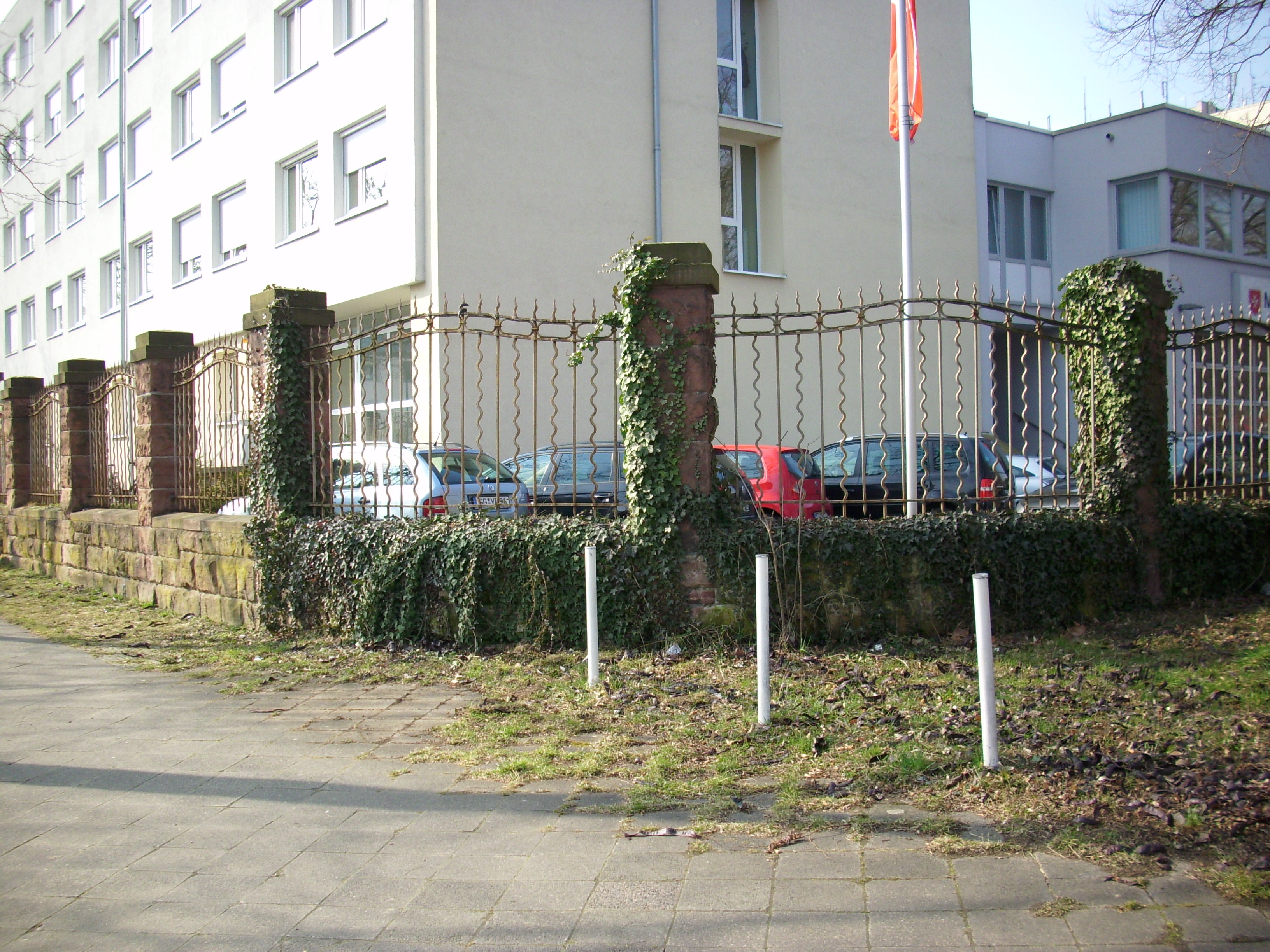
Reste der Einfriedung der ehemaligen Kaserne des Fuß-Artillerie-Regiments Nr. 3, um 2015

25 Soldaten des Regimentes aus der Garnison Mainz werden zur Niederschlagung des Boxeraufstandes abkommandiert. In China fällt dabei ein Kanonier.

### Verbleib
Nach Kriegsende kehrte das Regiment in die Heimat zurück. Am 14. Dezember 1918 wurde das I. Bataillon in Gelnhausen, das II. Bataillon in Hanau demobilisiert und das Regiment schließlich 1919 formal aufgelöst.
Das Tradition übernahm in der Reichswehr durch Erlass des Chefs der Heeresleitung General der Infanterie Hans von Seeckt vom 24. August 1921 die 2. Batterie des 5. Artillerie-Regiments in Fulda.

## Entstehung der einzelnen Teile des Regiments und Wechsel der Namen
- 1813 (29. Februar) Sächsische Artillerie-Brigade
- 1813 (21. April) 3. Artillerie-Brigade
- 1850 3. Artillerie-Regiment
- 1860 Brandenburgische Artillerie-Brigade Nr. 3
- 1864 (1. Juli) Brandenburgisches Festungsartillerieregiment Nr. 3
- 1864 (7. Dezember) Brandenburgisches Festungsartillerieregiment Nr. 3 (General-Feldzeugmeister)
- 1872 Brandenburgisches Fußartillerie-Regiment Nr. 3 (General-Feldzeugmeister)
- 1889 Fußartillerie-Regiment General-Feldzeugmeister (Brandenburgisches) Nr. 3

## Übersicht der Garnisonen
| Regimentsstab | Stab I. Bataillon | Stab II. Bataillon |
| --- | --- | --- |
| - 1816–1820 Merseburg - 1820–1832 Erfurt - 1832–1851 Magdeburg - 1851–1860 Magdeburg - 1860–1864 Berlin - 1864–1865 Torgau - 1865–1866 Mainz - 1866–1900 Mainz | - 1816–1820 – - 1820–1832 – - 1832–1851 – - 1851–1860 Magdeburg - 1860–1864 Torgau - 1864–1865 Torgau - 1865–1866 Luxemburg - 1866–1900 Mainz | - 1816–1820 – - 1820–1832 – - 1832–1851 – - 1851–1860 – - 1860–1864 Mainz - 1864–1865 Mainz - 1865–1866 Mainz - 1866–1900 Mainz |

| 1. Batterie                                                                                         | 2. Batterie                                                                                              | 3. Batterie                                                                                            |
| --------------------------------------------------------------------------------------------------- | --- | --- |
| - 1816–1832 Erfurt - 1832–1860 Magdeburg - 1860–1865 Torgau - 1865–1866 Luxemburg - Seit 1866 Mainz | - 1816–1832 Torgau - 1832–1860 Wittenberg - 1860–1865 Wittenberg - 1865–1866 Luxemburg - Seit 1866 Mainz | - 1816–1832 Magdeburg - 1832–1860 Magdeburg - 1860–1865 Torgau - 1865–1866 Luxemburg - Seit 1866 Mainz |

| 4. Batterie                                                                                             | 5. Batterie       | 6. Batterie       |
| --- | ----------------- | ----------------- |
| - 1816–1832 Magdeburg - 1832–1860 Magdeburg - 1860–1865 Küstrin - 1865–1866 Luxemburg - Seit 1866 Mainz | - Seit 1831 Mainz | - Seit 1860 Mainz |

| 7. Batterie       | 8. Batterie                                               |
| ----------------- | --------------------------------------------------------- |
| - Seit 1860 Mainz | - 1860–1865 Saarlouis - 1865–1866 Mainz - Seit 1866 Mainz |

## Kommandeure (1816–1900)
- 1816–1829: Oberst Ernst Monhaupt
- 1829–1832: Major Johann Karl Plümicke
- 1832–1836: Oberst Wilhelm von Scharnhorst
- 1836–1847: Major Karl Adolf von Strotha (ab 1840 Oberstleutnant, ab 1842 Oberst)
- 1847–1849: Oberstleutnant Albert du Vignau (ab 1848 Oberst)
- 1849–1851: Major von Berge und Herrendorff
- 1851–1852: Major Lademann
- 1852–1852: Oberstleutnant Vogell
- 1852–1858: Oberstleutnant von Niedel (ab 1853 Oberst)
- 1858–1860: Oberst Ferdinand Friedrich Wilhelm Werner von Podewils (ab 1859 Generalmajor)
- 1860–1864: Oberst Louis von Colomier
- 1864–1865: Oberst Hermann von Rozynski-Manger
- 1865–1867: Oberst Ferdinand von Seckendorff
- 1868–1871: Oberst Bartsch
- 1871–1872: Oberst Müller
- 1872–1876: Oberst Ulrich
- 1876–1880: Major von Hartmann (ab 1877 Oberstleutnant)
- 1880–1888: Major Richard von Berendt (ab 1881 Oberstleutnant, ab 1885 Oberst)
- 1888–1891: Oberstleutnant Strasser (ab 1890 Oberst)
- 1891–1894: Oberstleutnant Kühlenthal (ab 1894 Oberst)
- 1895–1897: Oberstleutnant Reinhold (ab 1897 Oberst)
- 1897–1900: Oberstleutnant Lipinski (ab 1900 Oberst)

## Angehörige des Regiments
- Hans Sanner, Generalmajor
- Walter Dornberger, Generalleutnant
- Walter Keiner, General der Artillerie
- Hermann Schirmer, Generalleutnant
- Wilhelm Schönberg, Generalleutnant
- Hermann Tittel, General der Artillerie
- Richard von Berendt, General der Artillerie

## Gedenken

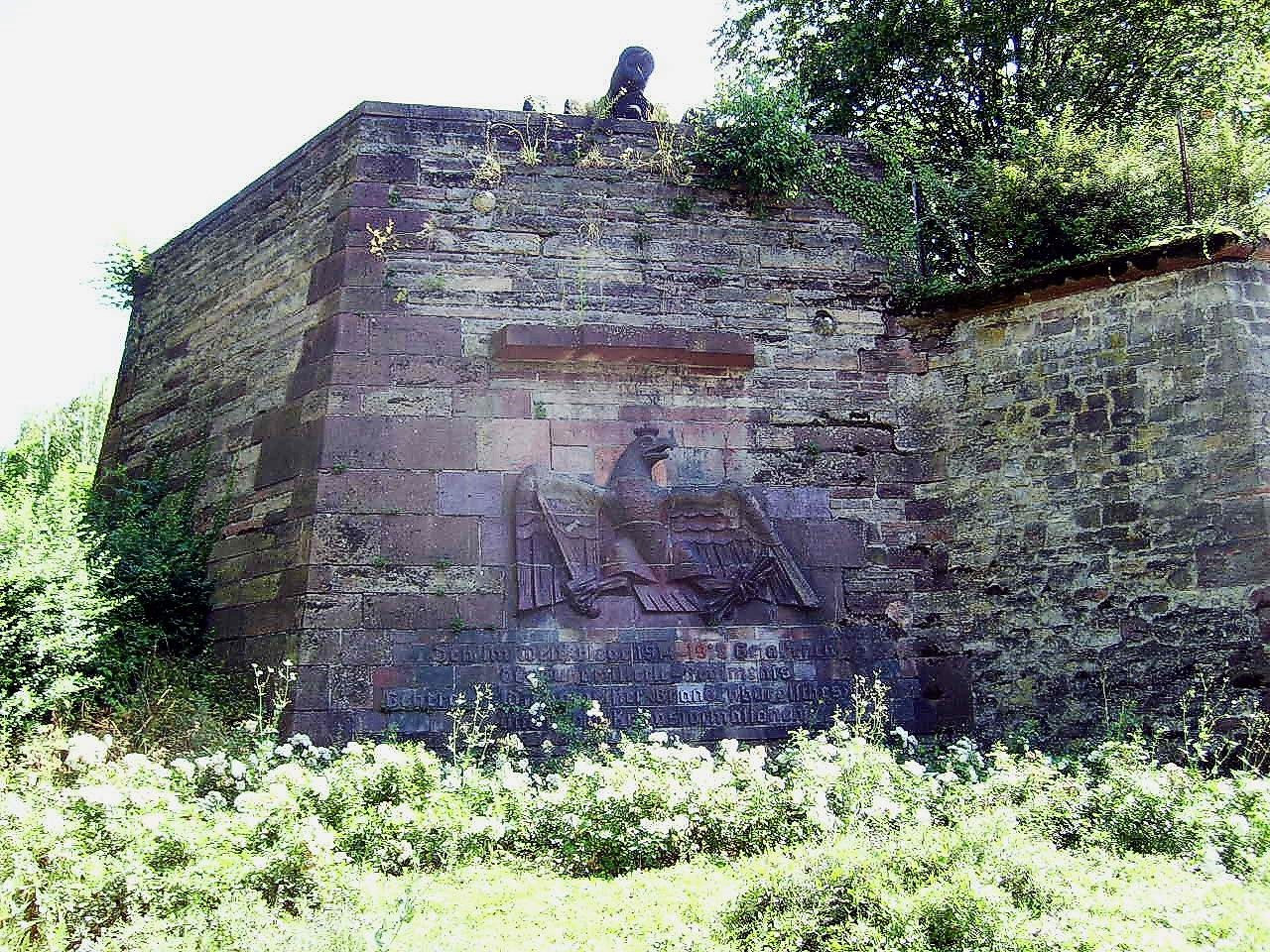
Fort Josef mit dem Denkmal für die Soldaten des Regiments

- Ein Denkmal für die Gefallenen des Regiments wurde 1934 in Mainz am Rhein an der äußeren Festungsmauer des Fort Joseph enthüllt. Unter dem preußischen Adler steht die Inschrift:

 Den im Weltkriege 1914-1918 Gefallenen des Fußartillerie-Regimentes General-Feldzeugmeister (Brandenburgisches) Nr. 3 und seiner Kriegsformationen 